# Cesantes
Cesantes é uma freguesia do concelho de Redondela. Sua população é de 3.420 habitantes (1.747 mulheres e 1.673 homens).